# Abraham Ortelius

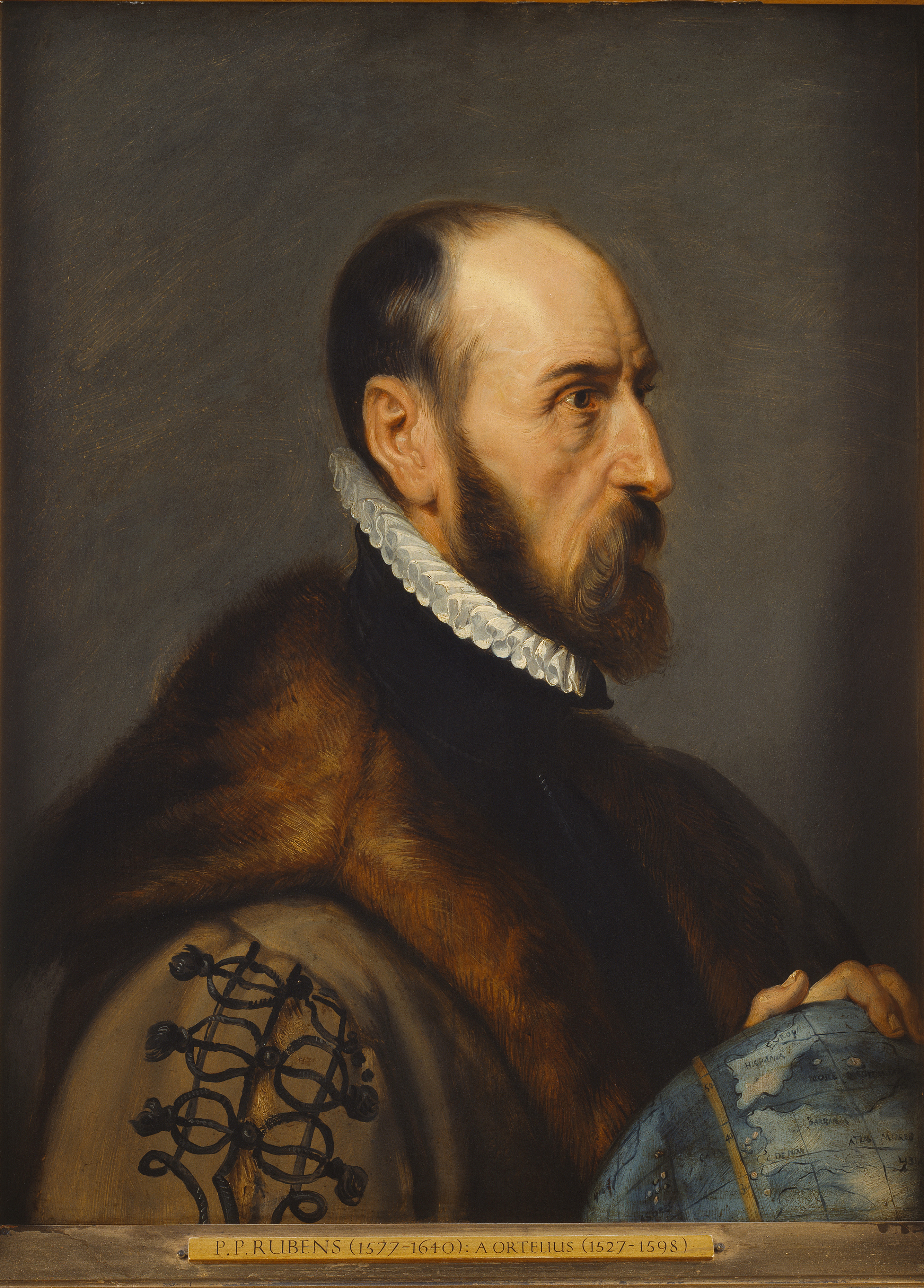
Peter Paul Rubens: Abraham Ortelius

Abraham Ortelius (auch Ortels, Orthellius, Wortels; * 4. oder 14. April 1527 in Antwerpen; † 28. Juni 1598 ebenda) war ein flämischer Geograph und Kartograf.

## Leben
Abraham Ortelius entstammte einer von Augsburg in die südlichen Niederlande eingewanderten Familie. Er studierte erst bei seinem Onkel Jakob van Meteren und dann auf eigene Initiative Griechisch, Latein und Mathematik in Antwerpen. Ortelius trat als 20-Jähriger der Antwerpener Sint-Lukasgilde bei, kolorierte zunächst Landkarten, war dann Karten- und Buchhändler und bildete sich zum Kartografen weiter.
Laut John Vermeulen hat Ortelius mit seinem Zeitgenossen Gerhard Mercator zusammengearbeitet.

## Werke

Islandkarte von Abraham Ortelius

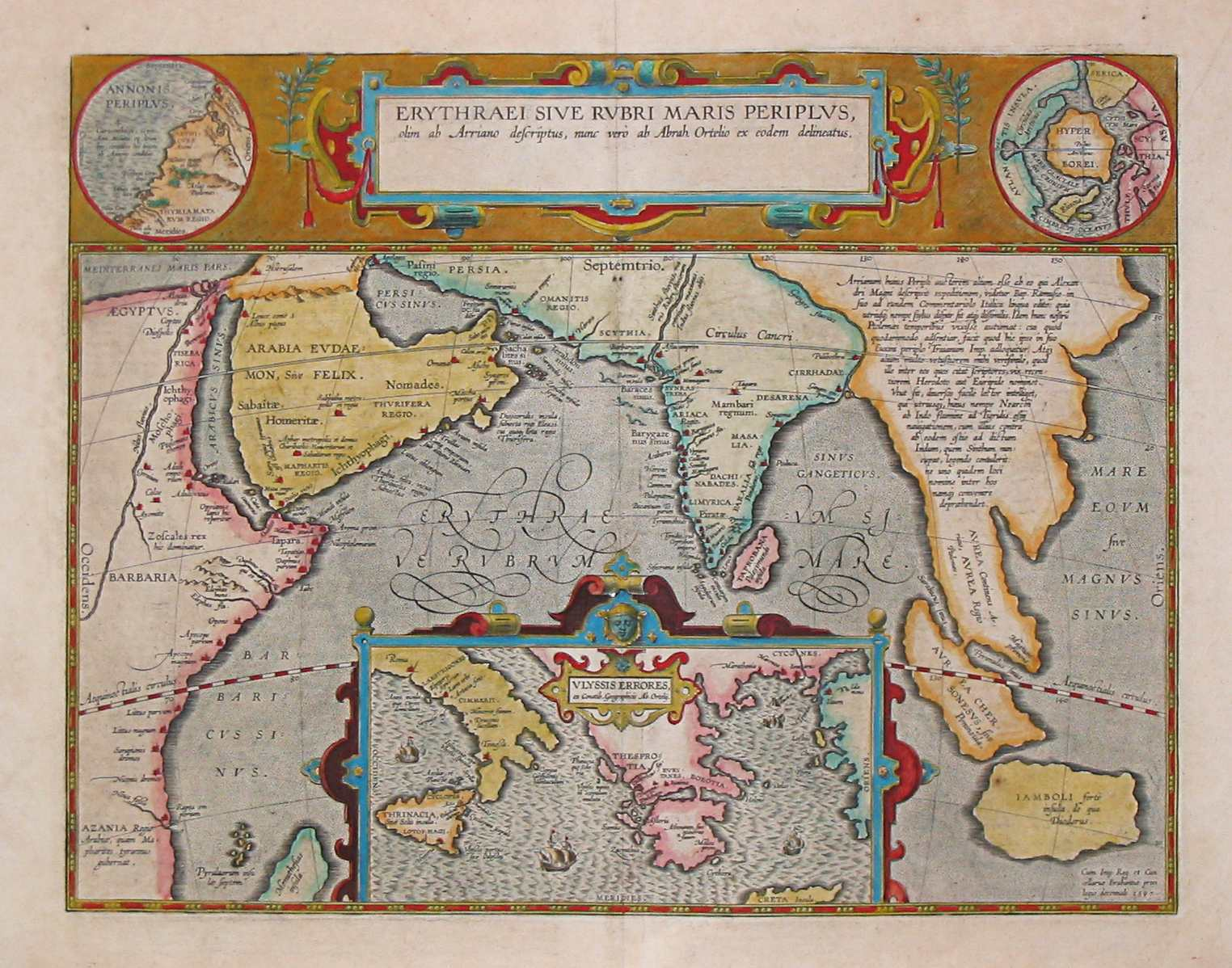
Periplus-Karte aus dem Theatrum orbis terrarum von Abraham Ortelius, 1597

Am 20. Mai 1570 erschien seine erste Ausgabe vom Theatrum Orbis Terrarum, der ersten Sammlung von Landkarten in Buchform, finanziert und herausgegeben von Gillis Hooftman, einem Antwerpener Handelsmann, Bankier und Reeder. Atlanten trugen damals noch nicht diesen Namen. Diese Sammlung wurde zwischen 1570 und 1612 in 42 Ausgaben und in 7 Sprachen veröffentlicht: Latein, deutsch, niederländisch, französisch, spanisch, englisch und italienisch. Anders als seine Berufskollegen referenzierte er klar die Quellen seiner Karten und Texte.
Das Werk enthält unter anderem eine Abbildung der bis 1492 bekannten Welt und war damit bereits zum Zeitpunkt der Kartenerstellung rückblickend.
Weiterhin häufiger referenziert wird eine Karte von Ortelius mit Europa, Mittelmeer, Nordafrika und Arabien im Fokus, die aus dem Jahr 1601 (andere Schätzung: 1603 bis 1612) stammt. Sie trägt den Titel Geographia sacra (heilige Geografie) und enthält darüber hinaus eine verkleinerte, eingebettete Weltkarte. Die Detail-Eintragungen wurden primär für die Levante und Mesopotamien vorgenommen, also mit den in der Bibel erwähnten Orten bis hin zum Versuch, Orte aus der biblischen Paradiesbeschreibung zu fixieren. Allein schon die Darstellung der Flussläufe in Mesopotamien fällt dabei eher ungenau aus. Das Werk existiert in mehreren Versionen mit wechselnden Textfeldern und wurde oftmals coloriert. Es wurde unter anderem in den historischen Atlas von Johannes Janssonius (1652 beziehungsweise 1662) aufgenommen, wobei es sich hier nach Ansicht von Experten typisch um händische Kopien der Originalvorlage handeln dürfte.
Weiterhin ist eine Weltkarte in Blattformat aus dem Jahr 1612 unter dem Titel Typus Orbis Terrarum (original lat. Typvs Orbis Terrarvm, war Blatt 1 des Theatrum) vom Kartografen in moderaten Stückzahlen erhalten.
Ein weiteres beachtliches Werk stellt seine Ortsnamensammlung Thesaurus Geographicus dar.

## Bedeutung für die Tektonik
Ortelius gilt heute auch als der erste, der aufgrund der zueinanderpassenden Umrisse vermutete, dass die Kontinente früher einmal zusammengehangen hätten und später durch „Erdbeben und Fluten“ zerbrochen seien, so dass dadurch einst Amerika, Afrika und Europa entstanden sind. Die These füllt nur eine kurze Passage seines Werks „Thesaurus Geographicus“ und wird von Fachleuten als erster schriftlicher Beleg für die Grundlagen der Theorien zur Kontinentaldrift und der daraus entstandenen Plattentektonik gewertet, die sich faktisch erst im 20. Jahrhundert etablieren konnten.

## Liste der Werke
- Graecia, Sophiani / Ex conatibus Abrahami Ortelii Antuerpiensis. Antwerpen, ca. 1580. Digitalisierte Ausgabe der Universitäts- und Landesbibliothek Düsseldorf
- Nova & accurata Tusciae Antiquae Descriptio. Karte von 1741 (Digitalisat)
- Theatrum Orbis Terrarum. Gedruckt zu Nuermberg durch Johann Koler Anno MDLXXII (1572). Neu herausgegeben mit einer Einführung und Erläuterungen von Ute Schneider. 2. Aufl. Darmstadt, Wissenschaftliche Buchgesellschaft, 2007.